# The Times of India

Das Logo der Zeitung

The Times of India, kurz TOI, ist die größte englischsprachige Tageszeitung Indiens. Ihre verkaufte Auflage betrug 2012 mehr als 7,6 Millionen Exemplare. Die Zeitung gilt als konservativ.

## Geschichte

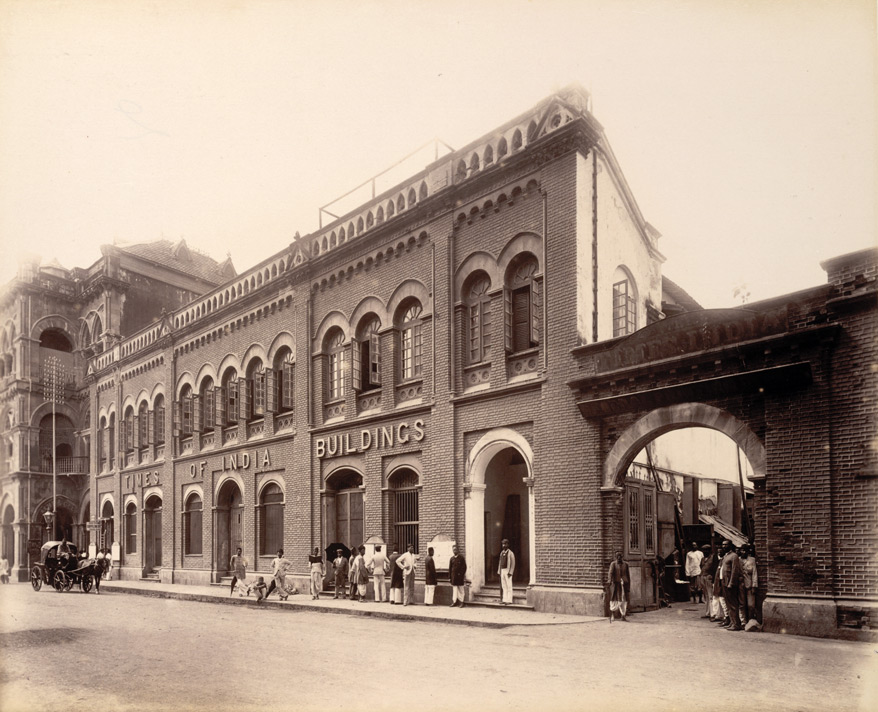
Times of India-Gebäude gegen Ende des 19. Jahrhunderts

Die Zeitung wurde am 3. November 1838 als The Bombay Times and Journal of Commerce gegründet und wurde von den Kolonisten im Westen von Britisch-Indien gelesen. Die Zeitung, die samstags und mittwochs erschien, berichtete über Neuigkeiten aus Europa, Amerika und dem indischen Subkontinent und wurde durch die regulären Dampfschiffe zwischen Indien und Europa verbreitet. Von 1850 an erschien das Blatt täglich und 1861 erhielt das Blatt seinen heutigen Namen The Times of India. Gegen Ende des 19. Jahrhunderts beschäftigte die Zeitung mehr als 800 Angestellte. Der letzte britische Herausgeber war Ivor S. Jehu, der sich 1950 nach der Unabhängigkeit Indiens zurückzog. Die Zeitung wurde dann durch die Industriellenfamilie Dalmiyas übernommen.
Heute wird die Times of India von Bennett, Coleman & Co. Ltd veröffentlicht. Zu diesem Unternehmen gehören weitere Druckerzeugnisse, wie The Economic Times, Mumbai Mirror, die Navbharat Times (eine Tageszeitung in Hindi) und die Maharashtra Times (eine Tageszeitung in Marathi). Seit Januar 2007 erscheint auch eine Ausgabe in Kannada, die in Bengaluru erscheint.
Seit 2016 verleiht sie die Times of India Film Awards.

## Berichterstattung
Die Times of India bietet in gedruckter und digitaler Publikationsform tägliche Informationen über die wesentlichen politischen und wirtschaftlichen Begebenheiten aus Indien und der ganzen Welt sowie über Sportereignisse und die Unterhaltungsbranche.

## Beilagen
The Times of India beinhaltet je nach Region unterschiedliche Beilagen, die als Delhi Times, Bombay Times, Lucknow Times, Bangalore Times, Pune Times und so weiter betitelt sind. Andere regelmäßige Beilagen widmen sich den Themen Wellness, Karriere, Lifestyle und Ausbildung.

## Herausgeber und Unternehmensleitung
Die Firma Bennett, Coleman & Co. Limited (BCCL) ist Eigentümerin der TOI-Group, die mehrere Spartenunternehmen im Mediensektor betreibt. BCCL ist ein Unternehmen, dessen Geschäftsanteile von zahlreichen Firmen als Anteilseigner gehalten werden. Ein Unternehmensgeflecht innerhalb der Familie Jain bildet diese Struktur. Die Familie Jain hält die 100-prozentige Eigentümerschaft an der TOI bzw. BCCL. An der Spitze des Unternehmens BCCL stehen Sivakumar Sundram und Raj Jain als CEO (Stand August 2024), letzterer ein Ingenieurökonom und Absolvent der University of Delhi sowie der Northwestern University. Die wichtigsten Führungspositionen des Unternehmens sind mit nahen Verwandten von Raj Jain besetzt. Die Aufsichtsratsvorsitzende (Chairwoman) von BCCL ist Indu Jain. Ihr Sohn Samir Jain ist der Stellvertreter der Aufsichtsratsvorsitzenden und Managing Director des Unternehmens. Meera Jain, die Frau von Samir Jain, bekleidet dieselben Funktionen wie ihr Ehemann. Vineet Jain, ein weiterer Sohn der Aufsichtsratsvorsitzenden Indu Jain, ist der Geschäftsführer (Managing Director) mehrerer Tochterunternehmen innerhalb der TOI-Group. Auf der zentralen Website timesofindia.indiatimes.com finden sich keine diesbezüglichen Angaben. Informationen über die operativen Verantwortlichkeiten in der Unternehmensstruktur sind in der Webpräsenz von BCCL auffindbar.
Als Chefredakteur (Editorial Editor) wurde im Jahre 2008 Jaideep Bose berufen, Arindam Sengupta wurde zeitgleich als Geschäftsführender Herausgeber (Executive Editor) eingesetzt. Auf der Website des Unternehmens BCCL wird Bose als Chair, TOI Editorial Board angegeben (Stand: August 2024).